# Directive 67/548/EEC

L'ancien pictogramme utilisé pour indiquer un produit toxique.

Pour la version actuelle de la signalétique de danger, voir Pictogramme de danger.
L'ancien système de signalisation des substances dangereuses se fonde sur l'usage de symboles standardisés en forme de pictogrammes qui identifient les risques entraînés par la mise en marché ou l'usage de certaines substances chimiques. Le système européen d'étiquetage des substances dangereuses a été défini pour la première fois dans l'annexe II de la directive 67/548/CEE du 27 juin 1967.
Ce système est maintenant remplacé par le système général harmonisé (SGH) suivant le règlement CLP (CE n° 1272/2008 « classification, étiquetage et emballage ») depuis le 1er décembre 2010 pour les substances et depuis le 1er juin 2015 pour les mélanges. 

## Réglementation européenne jusqu'en 2015
L'étiquette tient compte de tous les dangers susceptibles d'être liés à la manipulation et à l'utilisation normales des substances et préparations dangereuses sous la forme où elles sont mises sur le marché, mais non nécessairement sous n'importe quelle forme différente d'utilisation finale, par exemple à l'état dilué.
Les dangers les plus sérieux sont illustrés par des symboles et sont énoncés par des phrases types de risque, avec des phrases indiquant des conseils de prudence et d'autres précisant les précautions indispensables à respecter ; aujourd'hui remplacés respectivement pas des codes dangers (codes H) et des conseils de prudence généraux (codes P). La sélection du ou des symboles et de la ou des phrases de risque s'effectue sur la base de la classification, de façon à garantir que la nature spécifique des dangers identifiés lors de la classification sera bien mentionnée sur l'étiquette.
Dans le cas des substances, l'information est complétée par la mention du nom de la substance conforme à une nomenclature chimique reconnue au niveau international, de préférence le nom utilisé dans l'inventaire européen des produits chimiques commercialisés (EINECS) ou dans la liste européenne des substances chimiques notifiées (ELINCS), ainsi que par la mention du numéro CE et des nom, adresse et numéro de téléphone de la personne, établie dans la Communauté, responsable de la mise sur le marché de la substance.
Dans tous les cas des mélanges (dénomination actualisée en 2008 selon la législation CE n° 1272/2008, anciennement préparation - selon la directive 1999/45/CE), l'information est complétée par les indications suivantes :
- nom commercial ou désignation du mélange,
- nom chimique de la ou des substances présentes dans le mélange, fonction de leur dangerosité et concentration.

## Ancien système européen de signalisation
Le système présenté ici est obsolète. Il est remplacé par le système général harmonisé (SGH) depuis le 1er décembre 2010 pour les substances et à partir de 2015 pour les mélanges. Cependant, les anciens pictogrammes, dangers associés et recommandations peuvent encore être trouvés sur de nombreux produits fabriqués avant 2015. 
| Symbole                            | Identification (définition du danger) | Exemples                                                                                       |
| ---------------------------------- | --- | ---------------------------------------------------------------------------------------------- |
| Explosif (E)                       | Substances et préparations solides, liquides, pâteuses ou gélatineuses capables d'exploser sous l'action de choc, de frottement, de flamme, de chaleur ou d’autres sources d’ignition. Phrases de risques : 2 - 3 (Rend facultatifs les symboles F et O) | - Nitroglycérine - Trinitrotoluène (TNT) - Acide picrique                                      |
| Hautement inflammable (F+)         | Substances et préparations liquides dont le point éclair est inférieur à 0 °C et le point d'ébullition bas (inférieur ou égal à 35 °C), ainsi que substances et préparations gazeuses (y compris liquéfiés) qui, à températures et pressions ambiantes, sont inflammables à l’air. Phrase de risque : 12                                                                                                   | - Acétylène - éther diéthylique                                                                |
| Facilement inflammable (F)         | - Substances s'enflammant spontanément à l'air. - Substances sensibles à l'humidité, produits formant des gaz inflammables au contact de l'eau. - Liquides ayant un point éclair inférieur à 21 °C. - Substances solides qui sont facilement enflammées en cas de contact de courte durée avec une source d'ignition. Phrases de risques : 10 - 11 - 15 - 17                                               | - Benzène - Ethanol - Acétone                                                                  |
| Comburant (O)                      | Substances pouvant embraser ou amplifier la combustion de produits combustibles. Au contact de matériaux d'emballage (papier, carton, bois) ou d'autres substances combustibles, ils peuvent provoquer un incendie. Phrases de risques : 7 - 8 - 9 | - Acide nitrique (supérieur ou égal à 70 %) - peroxydes - oxydes de chrome VI                  |
| Très toxique (T+)                  | Produits qui, par inhalation, ingestion, pénétration cutanée ou systémique en petites quantités, entraînent la mort ou des effets aigus ou chroniques (par exposition unique, répétée ou prolongée). Phrases de risques : 26 - 27 - 28 - 39 - 39/28 | - Cyanure d'hydrogène à plus de 7 % - Dioxine - Strychnine                                     |
| Toxique (T)                        | Substances provoquant de graves désordres aigus ou chroniques ou même la mort après inhalation, ingestion, absorption ou pénétration par voie cutanée. Phrases de risques : 23 - 24 - 25 - 39 - 48 - 39/23 - 48/23/25 Cancérogènes catégorie 1 et 2 : 45 - 49 Mutagènes catégorie 1 et 2 : 46 Toxiques pour la reproduction catégorie 1 et 2 : 60 - 61 (Rend facultatifs les symboles C et X)              | - Chlorures de baryum - Formol - Trichloréthylène                                              |
| Nocif (Xn)                         | Substances et préparations pouvant entraîner des désordres aigus ou chroniques ou même la mort après inhalation, ingestion, pénétration ou absorption par voie cutanée ou systémique. Phrases de risques : 48/20/21 - 40/22 - 20 - 21 - 22 - 65 - 68 - 40 - 48 Cancérogène catégorie 3 : 40 Mutagènes catégorie 3 : 68 Toxiques pour la reproduction catégorie 3 : 62 - 63 (Rend facultatif le symbole Xi) | - Dichlorométhane                                                                              |
| Irritant (Xi)                      | Danger : substances irritantes pour la peau, les yeux et les organes respiratoires. Utilisation : ne pas respirer les vapeurs, éviter tout contact avec la peau et les yeux. Phrases de risques : 41 - 36 - 38 - 37 | - Chlorure de calcium - Carbonate de sodium - Acide fumarique                                  |
| Corrosif (C)                       | Danger : le contact avec cette substance chimique détruit les tissus vivants, mais aussi beaucoup d'autres matériaux. Utilisation : ne pas respirer les vapeurs, éviter tout contact avec la peau, les yeux et les vêtements. Phrases de risques : 35 - 34 (Rend facultatif le symbole X) | - Acide chlorhydrique - Acide fluorhydrique - Neutralisation des déchets (hydroxyde de sodium) |
| Dangereux pour l'environnement (N) | Danger : en cas de libération dans la nature, peut entraîner des dommages de l'écosystème immédiatement ou après une certaine période. Utilisation : selon la dangerosité, ne pas verser dans les canalisations, dans le sol ou dans l'environnement. Respecter les consignes d'élimination. Phrases de risques : 50 à 59                                                                                  | - Dichromate d'ammonium - Sulfate de cuivre - Lindane                                          |

## Exceptions
La directive 1999/45/CE ne s'applique pas :
- aux médicaments (directive 65/65/CEE) ;
- aux produits cosmétiques (directive 76/768/CEE) ;
- au transport (ADR) ;
- aux substances qui font l'objet d'autres directives.